# Киричко Ольга Григорівна
Ольга Григорівна Киричко (нар. 1 травня 1941) — українська радянська діячка, новатор сільськогосподарського виробництва, директор Білицького міжгосподарського підприємства з виробництва телятини Кобеляцького району Полтавської області, Білицький селищний голова. Кандидат у члени ЦК КПУ в 1981—1986 роках. Член ЦК КПУ в 1986—1990 роках.

## Біографія
Освіта вища.
У 1970-х—2000-х роках — завідувачка комплексу Білицького радгоспно-колгоспного об'єднання, директор Білицького міжгосподарського підприємства з виробництва телятини (яловичини) селища Білики Кобеляцького району Полтавської області. 
Член КПРС з 1973 року.
У листопаді 2010 — квітні 2014 року — селищний голова Білицької селищної ради Кобеляцького району Полтавської області.
Потім — на пенсії в селищі Білики Кобеляцького району Полтавської області.

## Нагороди
- орден Жовтневої Революції
- орден Дружби народів
- медалі
- значок «Відмінник народної освіти УРСР»
- почесний громадянин Кобеляцького району (2003)